# جزيرة الشورانية
قرية جزيرة الشورانية هي إحدى القرى التابعة لمركز المراغة بمحافظة سوهاج في جمهورية مصر العربية. حسب إحصاءات سنة 2006، بلغ إجمالي السكان في جزيرة الشورانية 16998 نسمة، منهم 8967 رجل و8031 امرأة. ومن أعلامها المخرج السينمائي عاطف الطيب.